# Municipio de Harriston
El municipio de Harriston (en inglés: Harriston Township) es un municipio ubicado en el condado de Walsh en el estado estadounidense de Dakota del Norte. En el año 2010 tenía una población de 131 habitantes y una densidad poblacional de 1,47 personas por km².

## Geografía
El municipio de Harriston se encuentra ubicado en las coordenadas 48°19′35″N 97°19′2″O / 48.32639, -97.31722. Según la Oficina del Censo de los Estados Unidos, el municipio tiene una superficie total de 88.98 km², de la cual 88,98 km² corresponden a tierra firme y (0 %) 0 km² es agua.

## Demografía
Según el censo de 2010, había 131 personas residiendo en el municipio de Harriston. La densidad de población era de 1,47 hab./km². De los 131 habitantes, el municipio de Harriston estaba compuesto por el 92,37 % blancos, el 0,76 % eran amerindios, el 5,34 % eran de otras razas y el 1,53 % eran de una mezcla de razas. Del total de la población el 7,63 % eran hispanos o latinos de cualquier raza.